# Abutilon haenkeanum
Abutilon haenkeanum är en malvaväxtart som beskrevs av Karel Bořivoj Presl. Abutilon haenkeanum ingår i släktet klockmalvor, och familjen malvaväxter. Inga underarter finns listade i Catalogue of Life.